# Cantón Calvas
El cantón Calvas es una entidad territorial subnacional ecuatoriana, de la provincia de Loja, Ecuador. El origen de su nombre se debe al río del mismo nombre que sirve de frontera con el Perú. 
La población total en el cantón Calvas es de 28.185 habitantes de acuerdo al censo realizado en 2010, para 2020 se estima una población de 31,000 habitantes, la cual está distribuida en un 47% en la zona urbana, 28% en la periferie, y 24% en las parroquias rurales.

## Historia

### Historia prehispánica.
Diferentes historiadores, nos hacen ver que en el siglo XV a partir de 1439, se produce la conquista de los territorios Shyris (o Chyris) por parte de los incas comandados por Tupác Yupanqui. La primera resistencia que recibe es la de los aborígenes que ocupaban la parte sur de lo que hoy es el Ecuador, llamados paltas, calvas, malacatos, y que dieron paso a los invasores. Al respecto el Inca Garcilaso de la Vega en sus Crónicas Reales en el libro Octavo, capítulo V.

### Fundación de Cariamanga
La actual ciudad de Cariamanga en época precolombina fue una doctrina de indígenas, luego pueblo denominado San Pedro Mártir de Cariamanga. Lo del nombre kichwa de Curi-manga, es una invención que no tiene fundamento científico etno-histórico y lingüístico, y luego aceptado y ratificada por Gustavo Cabezas Jaramillo como posible interpretación kichwa del topónimo Cariamanga, desconociendo que en estos sectores hubo una mezcla de lenguas y etnias que poblaron durante miles de años hasta la llegada de los incas aproximadamente entre 1460 a 1575. En otras palabras curi-manga, no es el nombre de Cariamanga, peor aun que signifique olla de oro.
En tiempo de la Gran Colombia, con la promulgación de la ley de División Territorial del 25 de julio de 1824, Cariamanga es elevada a la categoría de cantón, cuya cabecera cantonal fue el entonces pueblo de Cariamanga, elevado a la categoría de "Villa de Cariamanga", con la parroquias de Macará, Sozoranga y Amaluza. En 1830 el gobierno de la República del Ecuador ratifica la creación del cantón hecha en 1824, luego la Convención Nacional celebrada en 1861, ratifica nuevamente la creación del cantón Calvas, pero elevando a cabecera cantonal a la población y cabecera parroquial Sozoranga, pero dos años después el Congreso Nacional en un acuerdo expedido el 14 de octubre de 1863 y ejecutado por Gabriel García Moreno, presidente de la República de ese entonces, se ratifica la creación del cantón Calvas y se devuelve a Cariamanga la categoría de cabecera cantonal, fecha que se conmemora anualmente en el cantón Calvas.

### La Provincia de Calvas
En la colonia, en España, La Real Audiencia de Quito y el Virreinato de Lima (Perú), Virreinato de Santa Fe de Bogotá, se conocía como "Provincia de Calvas" a los territorios de los actuales cantones Calvas, Macará, Sozoranga, Espíndola, Gonzanamá y Quilanga. Esta denominación permaneció hasta finales del siglo XVII e inicios del 1800. En la Constitución de España cuando con las reformas se reconoció por cortos tiempo a las colonias americanas y a sus ciudadanos como españoles, se conformaron las viceparroquia, parroquias y villas. En el Corregimiento de Loja se empezó a denominar o a considerar como villas a Catacocha y Cariamanga , a más de la Villa del cerro Rico de Zaruma y la única ciudad que en esos años era Loja. 

### Desmembración de la provincia de Calvas
Con la creación de la Gran Colombia y la Ley de División territorial de 1824, se cercenó el territorio del entonces parroquia eclesiástica de Santo Domingo de Gonzanamá, que como mencionamos anteriormente formaba parte de la provincia de Calvas. Los pueblos de Macará, Amaluza, Quilanga y Sozoranga eran aún pequeños y eran parroquias eclesiásticas que perteneciente al Obispado de Cuenca y luego fueron elevadas a categoría de parroquias civiles con la conformación de los padrones electorales para los diputados de las cortes de Cádiz que elaborarían la Nueva Constitución española, que duró pocos años en sus reformas. y luego de liberarse del dominio francés a inicios del 1800. Las demás parroquias de Changaimina, Sacapalca, Nambacola, Purunuma, San Antonio de las Aradas, Fundochamba, El Ingenio, La Naranja (27 de abril), Santa Teresita, El Airo, Bellavista, Jimbura, El Lucero. Colaisaca, Utuana y Sanguillín apenas eran puntos geográficos o pequeños caseríos. (Tomamdo del libro inédito: El cantón Calvas de Miryam Isabel Correa Correa y Jorge Enrique García Alberca, 2018).

### Creación del Cantón Cariamanga y Calvas
El cantón Cariamanga, se crea el 25 de junio de 1824, con su capital la "Villa de Cariamanga", hoy ciudad de Cariamanga. El Cantón Calvas es creado el año de 1859, en el Gobierno Federal de Loja de Don Manuel Carrión Pinzano y cuya capital siguió siendo Cariamanga. Cuando fue creado el cantón Cariamanga, mediante la "Ley de División Territorial de la Gran Colombia", firmada por Francisco de Paula Santander presidente de "La Gran Colombia", comprendía los actuales cantones de: Macará, Sozoranga, Espíndola, Quilanga y parte de Gonzanamá. Se ratifica su creación en 1861, pero se cambia la cabecera cantonal desde Cariamanga a Sozoranga. Luego el 14 de octubre de 1863, en el "Registro oficial", consta la ley en la que se devuelve la categoría de Cabecera Cantonal a Cariamanga. 
El cantón Calvas fue reduciendo su territorio, por la creación de los cantones Macará, Sozoranga y Espíndola, teniendo actualmente una extensión de 855 kilómetros cuadrados y constituida por cuatro parroquias rurales y tres urbanas 

## Cariamanga (Cabecera cantonal)
Cariamanga ubicada al sur de la ciudad de Loja a 1.932m de altitud, es la cabecera cantonal de Cantón Calvas y tiene 3 parroquias urbanas, su clima es templado seco. 

## Características geográficas del Cantón Calvas
Calvas está ubicado en la parte sur del territorio del Ecuador. Es un cantón fronterizo con Perú. Su topografía es muy accidentada y posee diferentes pisos altitudinales que se configuran entre las estribaciones montañosas de forma irregular, dando lugar a valles, tablazos, depresiones y mesetas.
El territorio del Cantón Calvas esta enmarcado entre dos cuencas hidrográficas como Catamayo y Macara, de la parte centro oriental se desprenden mesetas y tablones que dan lugar a quebradas y pequeños valles, la cabecera cantonal esta asentada sobre una pequeña meseta acunada por los cerros Ahuaca y Tun Tun.
Sobresalen las cordilleras de Yarahuma y Utuana como las elevaciones más altas aunque no sobrepasan los 3.000 m s. n. m.
Límites: El cantón limita: al norte con el cantón Paltas, al sur con el cantón Espíndola y República del Perú, al este con los cantones de Gonzanamá y Quilanga y al oeste con el cantón Sozoranga.
Extensión: El cantón Calvas tiene una extensión de 855 km².
La altitud va desde los 900 m hasta los 2400 sobre el nivel del mar.
Población: Según el censo de 1990 la población del cantón Calvas asciende a 35.498; pero en el censo de noviembre de 2001, población se halla en 27.568 habitantes, existiendo una disminución de 7.930 habitantes, fuera del crecimiento vegetativo se lo calcula en un porcentaje del 1.6% esto, debido a la migración a diferentes partes del mundo.
Densidad poblacional. 32 habitantes por kilómetro cuadrado.

## Clima
Debido a su geografía Calvas posee una variedad de climas; cálido seco, templado seco y frío; siendo predominante el clima tropical de sabana y el templado seco.
La temperatura promedio oscila entre los 18 y 23 °C, con precipitaciones al pacífico.
La región es predominantemente soleada y despejada, los vientos son secos y abrigados, las precipitaciones son de enero a mayo, con picos de lluvias torrenciales del Pacífico de febrero a abril.

## Aspecto económico
Producción Agrícola y Pecuaria del Cantón.
En el cantón Calvas por tener una variedad de climas da lugar a que se cultiven diversidad de productos agrícola.
La mayoría de los cultivos del cantón son de época invernal, es decir: de secano y ciclo corto, como maíz, fréjol (y son estos los productos más comercializados por los pequeños productores). Igualmente, son factibles cultivos de ciclo largo como el café y la tuna cochinilla. En Calvas se cultivan el maíz, cafe, frejol, guineo, camote, y frutales como mangos y
naranjas.
La ganadería se compone por ganado vacuno, equino, porcino y caprino,
Otro de los aspectos que influyen en su economía, es la migración de su población, hacia Estados Unidos y Europa. Esta migración ha tenido lugar desde hace varias décadas, incrementándose durante las sequías en la zona, o en crisis económicas nacionales, los migrantes, con el dinero ganado en el exterior, también contribuyen al crecimiento de la ciudad y Cantón.

### Vínculos comerciales de la Cabecera Cantonal.
Cariamanga cabecera cantonal de Calvas es una ciudad eminentemente comercial, a la cual se vinculan todas las parroquias del cantón, e inclusive parroquias de otros cantones como Changaimina del cantón Gonzanamá; Las Aradas del Cantón Quilanga; El Ingenio, La Naranja, El Airo, Amaluza, Jimbura del Cantón Espíndola; y comunidades del Cantón Fronterizo de la república del Perú.

## Administración cantonal
Ciertos recursos materiales humanos y económicos del Cantón, son administrados por un organismo denominado concejo municipal.
El concejo municipal está conformado por el ALCALDE y CONCEJALES, los mismos que son elegidos por el pueblo mayor de edad de la jurisdicción cantonal de las listas de candidatos presentados por los denominados “Partidos Políticos”.
El Cantón Calvas tiene 1 alcalde y 5 concejales.
El Alcalde es la persona que ejecuta las decisiones tomadas por el Consejo Municipal; dura 4 años en su función.
Los Concejales conjuntamente con el alcalde toman las decisiones, Sesionan en forma ordinaria una vez por semana.

## División política
El Cantón Calvas está dividido políticamente en 7 parroquias, de las cuales Cariamanga, Chile y San Vicente son urbano/rurales; y Colaisaca, El Lucero, Utuana y Sanguillín son rurales.

### Parroquias urbanas
- Cariamanga
- Chile
- San Vicente

### Parroquias rurales
- Colaisaca
- El Lucero
- Sanguillín
- Utuana

## División barrial
Existen 133 barrios en el Cantón, de estos 23 son urbanos y 110 son rurales; la división por Barrios en las parroquias del Cantón Calvas es la siguiente:
| PARROQUIA   | BARRIO / COMUNIDAD |
| ----------- | --- |
| CARIAMANGA  | RURALES: Shilupa, Yaraco, Santa Teresa, Shoras, Taparuca, Yambaca, Tabloncillo, San Juan, Cochas, San José, El Toldo, Guara, Yundama, Yunga, Chalacanuma, URBANOS: Central, La Merced, San Sebastián, Reina del Cisne, Tierras Coloradas, Ahuaca del Carmen, Ahuaca Agua Dulce, Ciudadela Crespo, Avenida Loja, Miraflores, La Fragua, La Libertad, Pueblo Nuevo. |
| SAN VICENTE | RURALES: San Antonio,Macaicanza, San Carlos, Arrayán, URBANOS: San Vicente, El Mirador, Baño del Inca |
| CHILE       | RURALES: San Pedro Mártir, Cascajal, Chaquisaca, Luranda, Gualo, Bella María, Pishinamaca, Ardanza, Suanamaca, Tablazo, Jacapo, Cuinuma, Tambillo, URBANOS: Chile, La Nube, Padre Esteban, El Dorado, Amazonas, Alcaparrozas, Las Arabiscas. |
| COLAISACA   | Moras, Piedra Negras, Guamba, Guato, Pulpería, Zurunuma, Tuchimine, Paraza, Tarume, Pitas, Ajilanga, Belamine, Atillo, La Laguna, Tunas, Upaco, Ningomine, El Batán, Carango, Pongo, Cochapamba, Yaguarcocha y Colaisaca |
| UTUANA      | Azanuma, Maco, Tunas Chingulle, Papaca, Urama, Pueblo Nuevo, El Suro, Chantaco, Chingulle, La Esperanza, Linderos, Shocopa, Artón Bajo, Artón Alto, Tumbunuma Alto y Tumbunuma Bajo, Samanamaca, Calguamine, Chaguarpamba, Macandamine, Suyanga, Manche y Utuana.                                                                                                 |
| SANGUILLÍN  | San Joaquín, Camayos, Calvas, Usaime, Melva Usaime, Pasallal, Loma Larga, Cachaco, Sununga, La Cruz, Algodón, Sanguillín. |
| EL LUCERO   | La Quesera, La Palma, Cangopita, Macaicanza, Trigopamba, Centro Cívico, Pindo Alto, La Ramada, El Sauco, El Arrayán, La Unión, Pindo Bajo, Santa Ana, San Roque, Tungani, Naypongo, El Tablón, San José, Quisanga, Tierras Coloradas, El Lucero. |

## Fechas Cívicas y religiosas
Las fechas cívicas y religiosas que presenta el cantón son las siguientes:
- 8 de enero, Fiesta del Divino Niño.
- 24 de mayo (1946), Aniversario de la Parroquia de Utuana
- 10 de junio, Corpus Cristi (Fiesta religiosa – comercial en Cariamanga).
- 25 de junio (1824), Creación del Cantón Calvas con su cabecera cantonal Cariamanga.
- 16 de julio, Fiesta de la Virgen del Carmen en Ahuaca del Carmen y Sanguillín.
- 3 de agosto, fiesta religiosa en El Lucero en honor a Nuestra Señora de los Ángeles.
- 15 de agosto,  Fiesta de la Virgen del Cisne del Barrio Tierras Coloradas de Cariamanga
- 30 de agosto, Fiesta en El Lucero en honor a Santa Rosa.
- 8 de septiembre, Fiesta de la Virgen de Natividad de la Parroquia Colaisaca.
- 15 de septiembre (1869), Aniversario de la Parroquia Colaisaca.
- 24 de septiembre, Fiesta de la Virgen de la Merced (Fiesta religiosa – comercial en Cariamanga).
- 14 de octubre (1863), Aniversario de Restauración de Cariamanga a cabecera cantonal del Cantón Calvas.
- 2 de noviembre, Fiesta de todos los santos en Cariamanga y Día de los difuntos.
- 3 de diciembre (1975), Aniversario de la Parroquia El Lucero.
- 8 de diciembre, Fiesta de la virgen de la Nube.
- 16 de diciembre (1997), Aniversario de la Parroquia Sanguillín.